# Juan Martínez Munuera
Juan Martínez Munuera (Benidorm, Alicante, 13 de julio de 1982) es un árbitro de fútbol español de la Primera División y  policía local en excedencia en la localidad de Finestrat, Alicante.
Dirigió el partido de ida de la promoción de ascenso a Primera División de 2012 entre la Agrupación Deportiva Alcorcón y el Real Valladolid Club de Fútbol (0-1) y el partido de vuelta de la promoción de ascenso a Primera División de 2013 entre el Girona Fútbol Club y la Agrupación Deportiva Alcorcón (3-1).
Tras tres temporadas en Segunda División, donde dirigió 64 encuentros, consigue el ascenso a Primera División de España junto al colegiado navarro Eduardo Prieto Iglesias.
Fue seleccionado en 2011 por el Programa de Jóvenes talentos de la UEFA, cuando todavía arbitraba en Segunda División.
Debutó en Primera División de España el 17 de agosto de 2013 en el partido Real Sociedad de Fútbol contra el Getafe Club de Fútbol (2-0).

## Internacional
Desde el día 1 de enero de 2015 es árbitro internacional.
En 2018 estuvo presente en el Campeonato Europeo de la UEFA Sub-19 2018, jugado en Finlandia, donde dirigió la final entre Italia y Portugal (3–4), decidida con tres goles en la prórroga.

## Temporadas
| Categoría          | País   | Año       | Partidos |
| ------------------ | ------ | --------- | -------- |
| Segunda División B | España | 2006-2010 | 58       |
| Segunda División   | España | 2010-2013 | 66       |
| Primera División   | España | 2013-     | 114      |

## Premios
- Silbato de oro de Primera División (1): 2015
- Trofeo Vicente Acebedo (1): 2013
- Trofeo Guruceta (1): 2017